# Артиг (Арьеж)
Арти́г (фр. Artigues, окс. Artigas) — коммуна во Франции, находится в регионе Окситания. Департамент коммуны — Арьеж. Входит в состав кантона Керигю. Округ коммуны — Фуа.
Код INSEE коммуны — 09020.

## Население
Население коммуны на 2008 год составляло 62 человека.
| 1962 | 1968 | 1975 | 1982 | 1990 | 1999 | 2008 |
| ---- | ---- | ---- | ---- | ---- | ---- | ---- |
| 53   | 60   | 50   | 29   | 21   | 38   | 62   |

## Экономика
В 2007 году среди 40 человек в трудоспособном возрасте (15—64 лет) 26 были экономически активными, 14 — неактивными (показатель активности — 65,0 %, в 1999 году было 83,3 %). Из 26 активных работали 20 человек (11 мужчин и 9 женщин), безработных было 6 (3 мужчины и 3 женщины). Среди 14 неактивных 2 человека были учениками или студентами, 9 — пенсионерами, 3 были неактивными по другим причинам.